# Nationaal Park Réunion
Nationaal Park Réunion (Frans: Parc national de la Réunion) is een nationaal park op het eiland Réunion. Het werd opgericht in 2007 en is 1054,47 vierkante kilometer groot. Het nationaal park omvat 42 procent van de totale oppervlakte van het eiland. In het park liggen tropische bossen en vulkanisch gebergte (vulkaan Piton de la Fournaise, keteldalen Mafate, Cilaos en Salazie). 

## Afbeeldingen

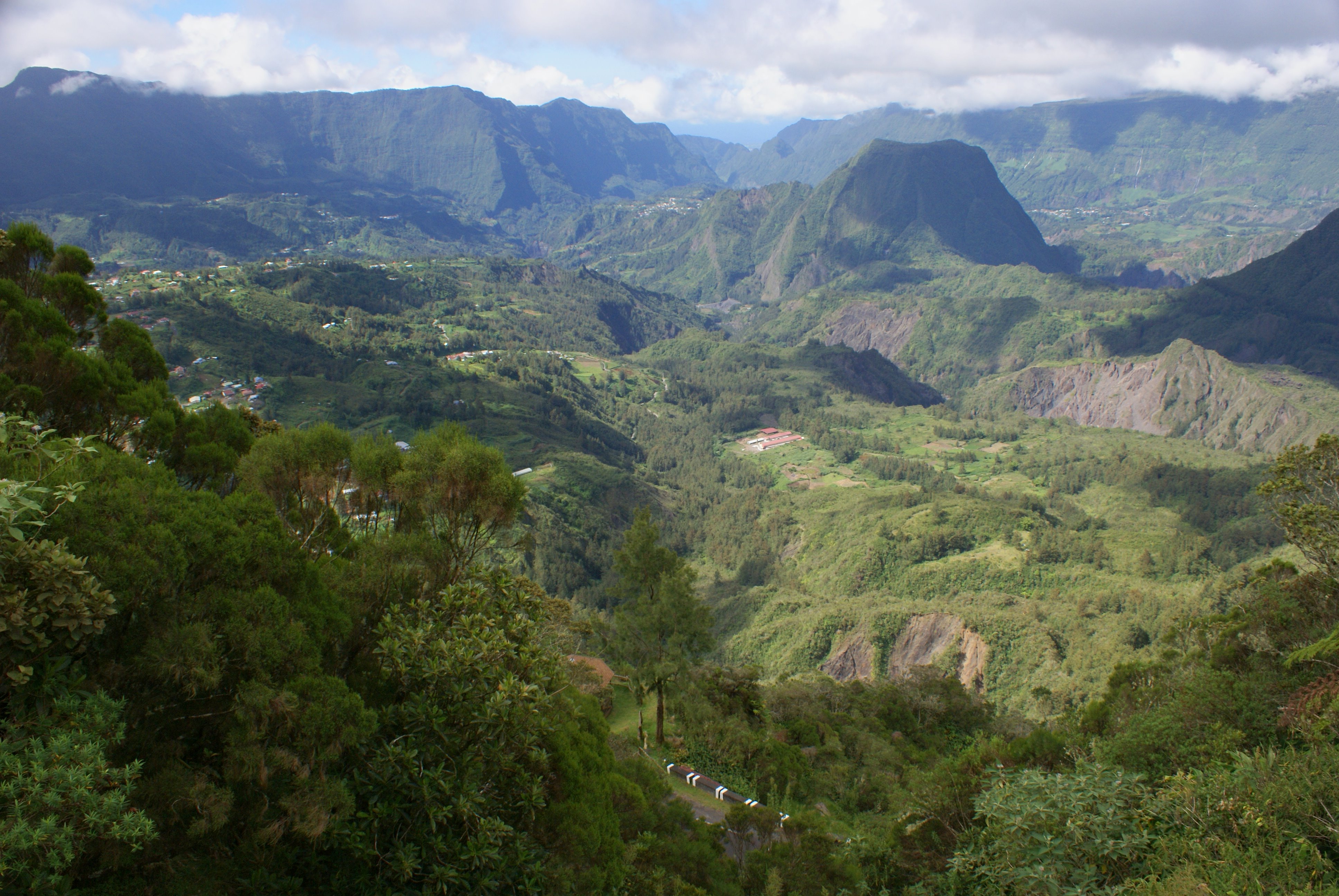
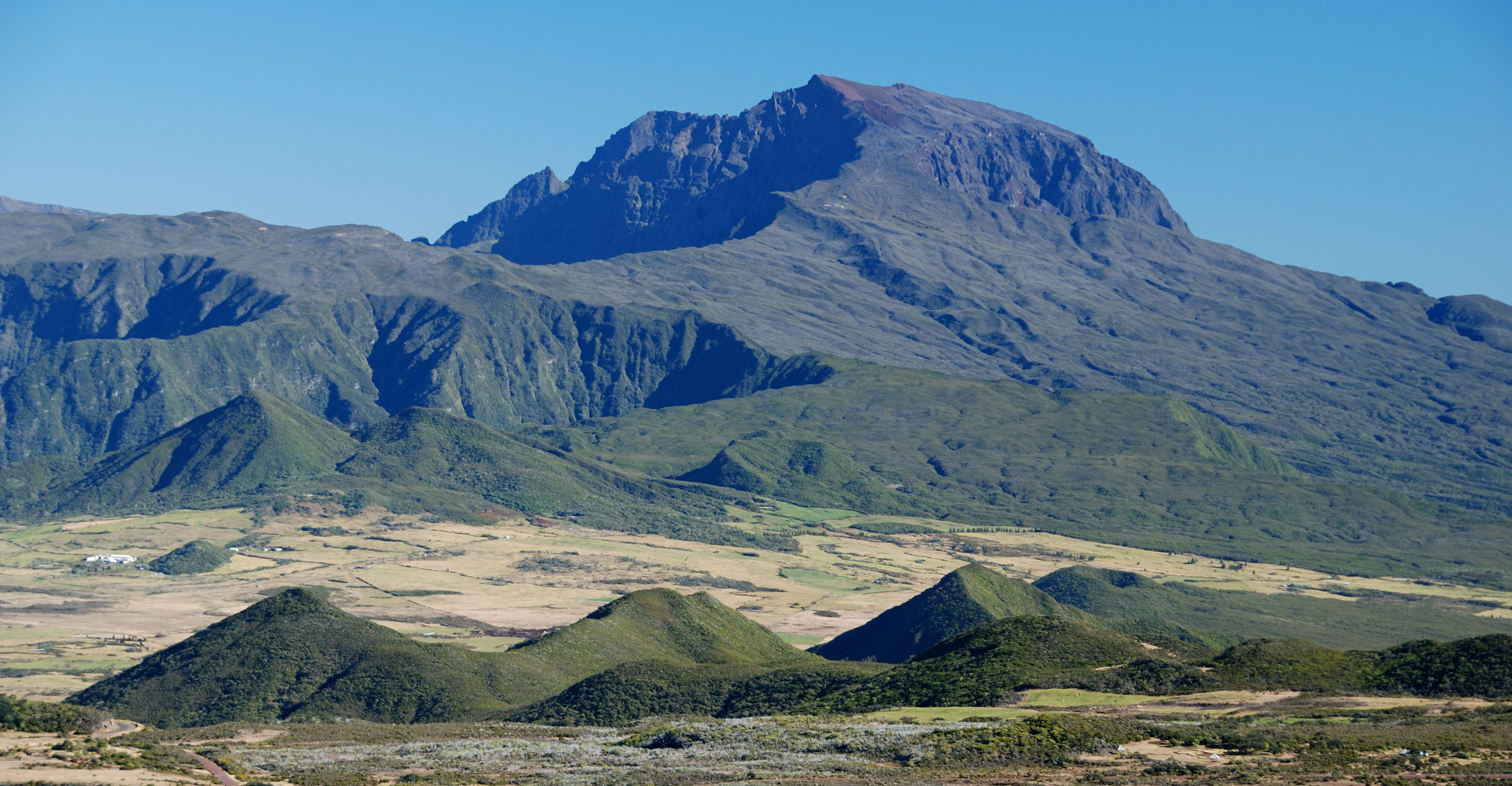
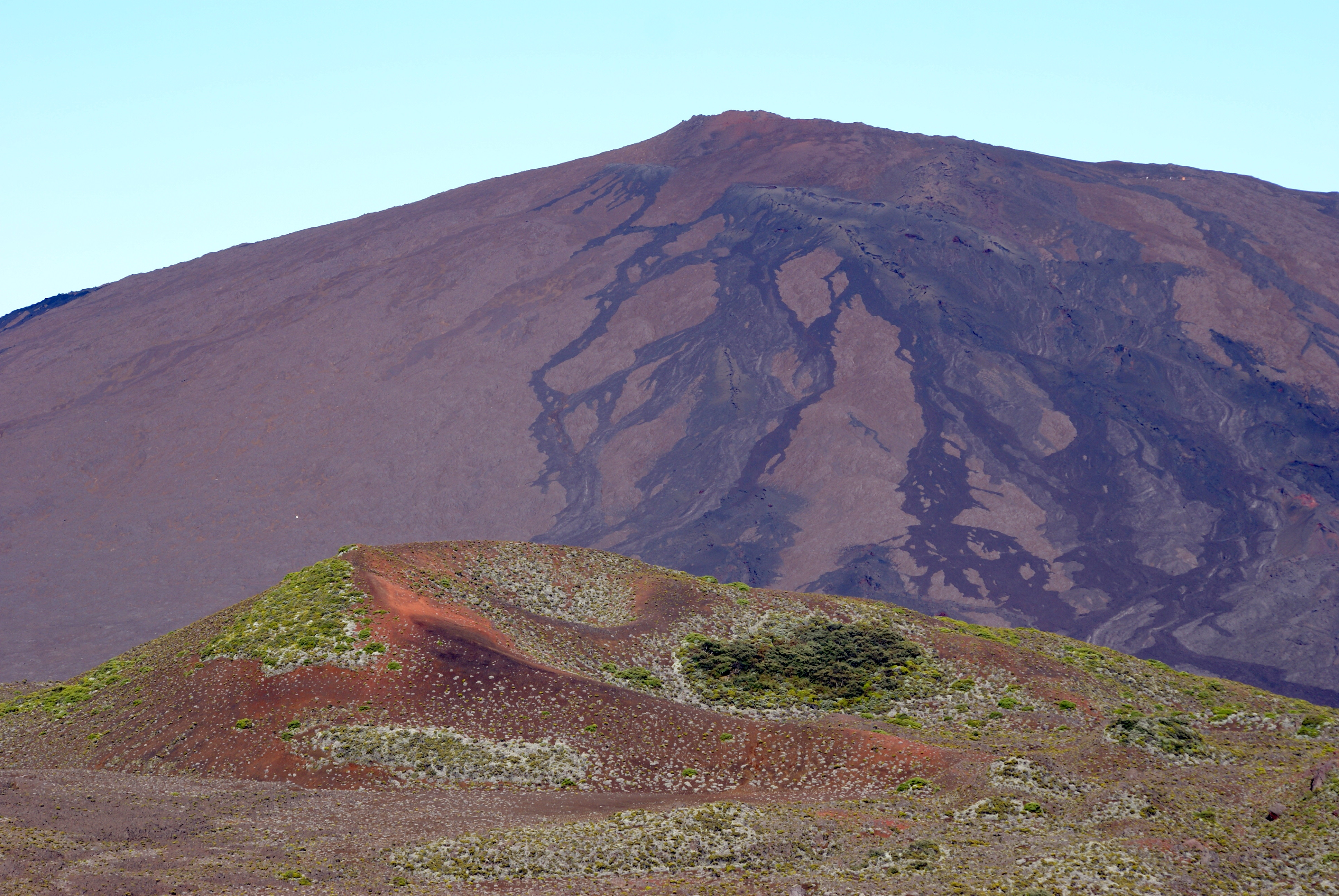
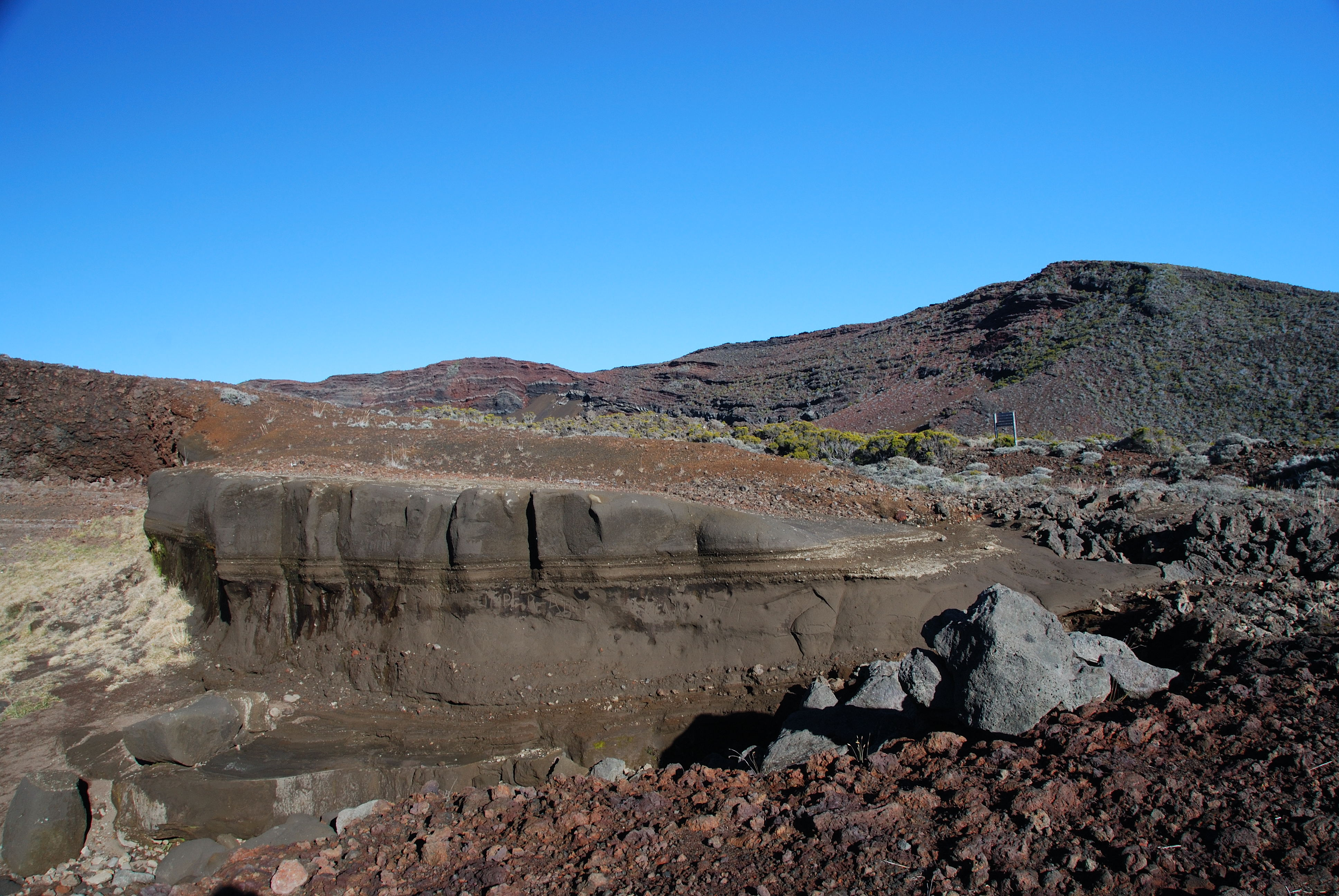
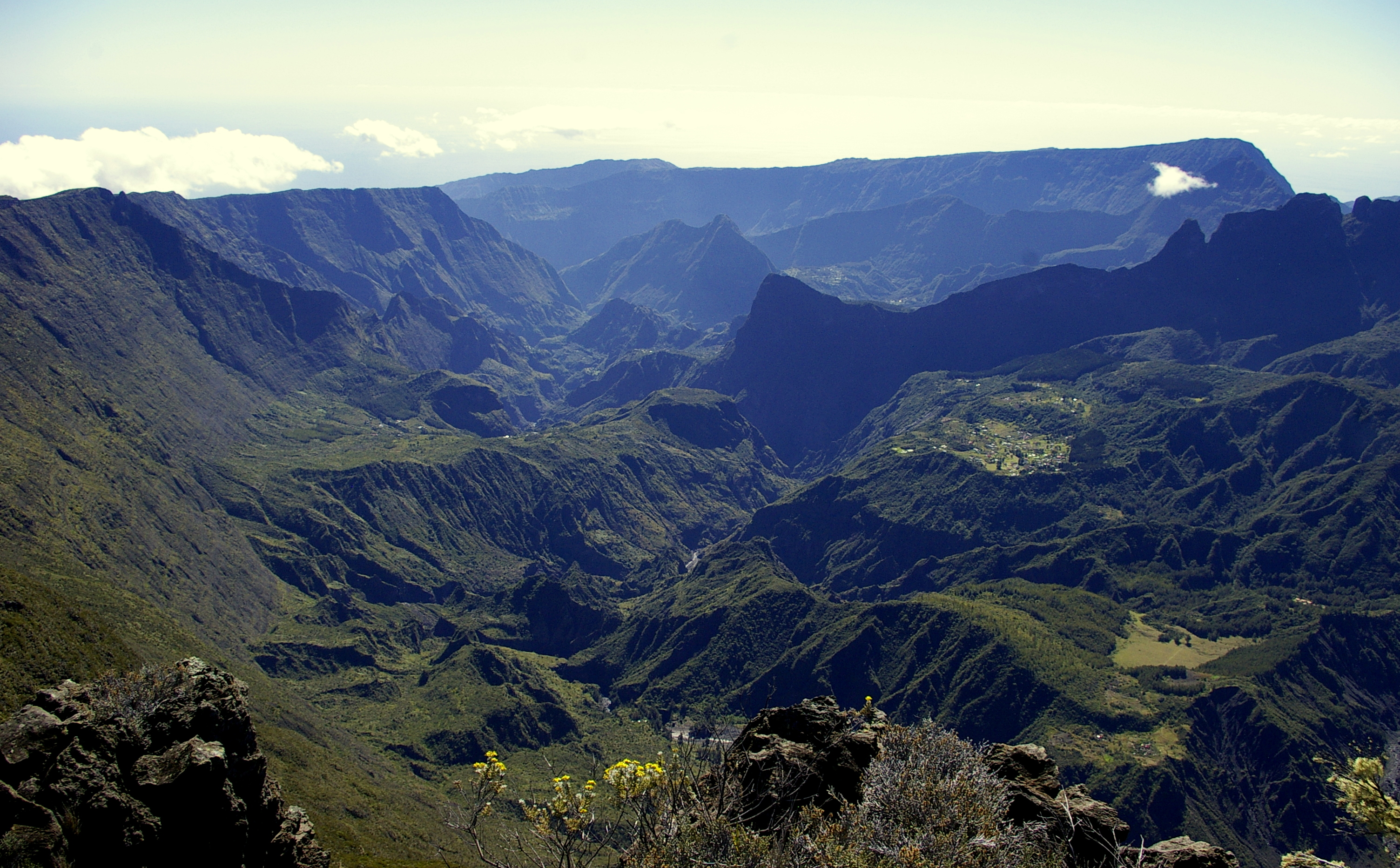